# Pubblicazioni originali dell'Uomo Ragno
Elenco delle serie a fumetti dell'Uomo Ragno pubblicate negli Stati Uniti d'America dalla Marvel Comics.

## Serie principali
- The Amazing Spider-Man, principale serie a fumetti della Marvel Comics dedicata all'Uomo Ragno, pubblicata dal 1963 al 1998 (prima serie), dal 1999 al 2003 (seconda serie), dal 2003 al 2012 (riprende la numerazione della prima serie), dal 2014 al 2015 (terza serie), dal 2015 al 2017 (quarta serie) e dal 2017 al 2018 prosegue riprendendo la numerazione della prima serie e concludendosi col n. 801; dal 2018 esordisce la quinta serie ripartendo dal n.1.
- The Spectacular Spider-Man, serie a fumetti della Marvel Comics dedicata all'Uomo Ragno, pubblicata dal 1976 al 1998 (prima serie), dal 2003 al 2005 (seconda serie), dal 2017 al 2018 (terza serie) e dal 2018 prosegue riprendendo la numerazione della prima serie, terminando poi col numero 313.
- Web of Spider-Man, serie a fumetti della Marvel Comics dedicata all'Uomo Ragno pubblicata dal 1985 al 1995 (prima serie) e dal 2009 al 2010 (seconda serie).
- Peter Parker: Spider-Man, serie a fumetti della Marvel Comics dedicata all'Uomo Ragno pubblicata dal 1990 al 1998 (prima serie) e dal 1999 al 2003 (seconda serie).
- The Sensational Spider-Man, serie a fumetti della Marvel Comics dedicata all'Uomo Ragno pubblicata dal 1996 al 1998 (prima serie) e dal 2004 al 2007 (seconda serie).
- Friendly Neighborhood Spider-Man, serie a fumetti della Marvel Comics dedicata all'Uomo Ragno pubblicata dal 2005 al 2007.
- The Superior Spider-Man, serie a fumetti della Marvel Comics dedicata all'Uomo Ragno pubblicata dal 2013 al 2014.

- Spider-Man Unlimited, serie pubblicata dal 1993 al 1998.
- Untold Tales of Spider-Man, serie pubblicata dal 1995 al 1997. Presenta storie ambientate nei primi anni da supereroe dell'Uomo Ragno
- Webspinners: Tales of Spider-Man, serie pubblicata dal 1999 al 2000.
- Spider-Man's Tangled Web, serie pubblicata dal 2001 al 2003
- Spider-Man Family, serie pubblicata dal 2007 al 2008
- Amazing Spider-Man Family, serie pubblicata dal 2008 al 2009

## Universi alternativi
- Spidey Super Stories, serie pubblicata dal 1974 al 1982
- Spider-Man 2099, serie pubblicata dal 1992 al 1996 (prima serie), dal 2014 al 2015 (seconda serie) e dal 2015 al 2017 (terza serie).
- Spider-Man: Chapter One (1998)
- Ultimate Spider-Man, serie a fumetti della Marvel Comics dedicata all'Uomo Ragno dell'universo Ultimate Marvel (2000 – 2011).
- Spider-Man: Legend of the Spider-Clan (2002)
- Trouble (2003)
- Marvel Age: Spider-Man, serie pubblicata dal 2004 al 2005
- Spider-Man: India, serie di quattro numeri pubblicata tra il 2004 e il 2005
- Marvel Adventures: Spider-Man, serie pubblicata dal 2005 al 2010
- Spider-Man: House of M (2005)
- Spider-Man Loves Mary Jane, serie pubblicata dal 2006 al 2007
- Spider-Man: Reign (2007)
- Spider-Man and Power Pack (2007)
- Spider-Man: Fairy Tales (2007)
- Spider-Man Noir (2009)
- Spider-Man: The Clone Saga (2009)
- Spider-Man 1602 (2009)
- Spider-Man Noir: Eyes Without A Face (2010)
- Edge of Spider-Verse (2014)
- Spider-Verse (2015)
- Spider-Verse (2015), tie-in all'evento Secret Wars
- Spider-Island (2015), tie-in all'evento Secret Wars
- Amazing Spider-Man: Renew Your Vows (2015), tie-in all'evento Secret Wars
- Spidey (2016)
- Amazing Spider-Man: Renew Your Vows, serie pubblicata dal 2017

## Graphic novel
- Marvel Graphic Novel n.22 (Hooky) (1986)
- Marvel Graphic Novel n.46 (Parallel Lives) (1989)
- Marvel Graphic Novel n.63 (Spirits of the Earth) (1990)
- Marvel Graphic Novel n.72 (Fear Itself) (1992)
- Spider-Man: Season One (2012)
- Amazing Spider-Man: Family Business (2014)

## Miniserie
- Deadly Foes of Spider-Man #1-4 (1991)
- Lethal Foes of Spider-Man #1-4 (1993)
- Spider-Man: The Mutant Agenda #0-3 (1994)
- Spider-Man/X-Factor: Shadowgames #1-3 (1994)
- Spider-Man: Web of Doom #1-3 (1994)
- Spider-Man: The Arachnis Project #1-6 (1994)
- Spider-Man: Friends and Enemies #1-4 (1995)
- Spider-Man: Power of Terror #1-4 (1995)
- Spider-Man: Funeral for an Octopus #1-3 (1995)
- Spider-Man: The Final Adventure #1-4 (1995)
- Spider-Man: The Lost Years #1-3, 0 (1995)
- Spider-Man/Punisher: Family Plot #1-2 (1996)
- Spider-Man: Redemption #1-4 (1996)
- Spider-Man: Hobgoblin Lives #1-3 (1997)
- Spider-Man: Death and Destiny #1-3 (2000)
- Spider-Man: Revenge of the Green Goblin #1-3 (2000)
- Spider-Man: The Mysterio Manifesto #1-3 (2001)
- Daredevil/Spider-Man #1-4 (Marvel Knights; 2001)
- Spider-Man: Lifeline #1-3 (2001)
- Spider-Man: Quality of Life #1-4 (2002)
- Spider-Man: Blue #1-6 (2002)
- Spider-Man's Get Kraven #1-6 (2002)
- Spider-Man/Black Cat: The Evil that Men Do #1-6 (2002)
- Spider-Man/Wolverine #1-4 (2003)
- Spider-Man/Doctor Octopus: Negative Exposure #1-5(2003)
- Spider-Man/Doctor Octopus: Out of Reach #1-5 (2004)
- Spider-Man/Doctor Octopus: Year One #1-5 (2004)
- Spider-Man/Human Torch #1-5 (2005)
- Spider-Man: Breakout #1-5 (2005)
- Spider-Man: House of M #1-5 (2005)
- Spider-Man and the Fantastic Four #1-4 (2007)
- Spider-Man: With Great Power #1-5 (2008)
- The Amazing Spider-Man: Extra! #1-3 (2008)
- Secret Invasion: The Amazing Spider-Man #1-3 (2008)
- X-Men and Spider-Man #1-4 (2009)
- Spider-Man: Secret Wars #1-4
- Spider-Man: Fever #1-3 (2010)
- Astonishing Spider-Man and Wolverine (2010)
- Peter Parker #1-5 (2010)
- World War Hulks: Spider-Man and Thor #1-2 (2010)
- Spider-Man and the Fantastic Four vol. 2 #1-4 (2010)
- Fear Itself: Spider-Man #1-3 (2011)
- Spider-Men #1-5 (2012)
- Spider-Man and the X-Men (2015)
- Amazing Spider-Man & Silk: The Spider(fly) Effect (2016)
- Civil War II: Amazing Spider-Man (2016)
- Spider-Men II #1-5 (2017)
- Symbiote Spider-Man #1-5 (2019)
- War of the Realms: Spider-Man & the League of Realms #1-3 (2019)
- Symbiote Spider-Man: Alien Reality #1-5 (2019)
- Symbiote Spider-Man: King in Black #1-5 (2020)
- Non-Stop Spider-Man #1-5 (2021)
- Symbiote Spider-Man: Crossroads #1-5 (2021)

## One-Shot
- Spider-Man vs. Wolverine (1987)
- Spider-Man and the New Mutants (1990)
- Spider-Man Special Edition (1992)
- The Amazing Spider-Man: Soul of the Hunter (1992)
- Spider-Man/Dr. Strange: The Way to Dusty Death (1992)
- Spider-Man/Punisher/Sabretooth: Designer Genes (1993)
- Spider-Man: Bugs Stops Here (1994)
- Spider-Man The Clone Journal (1995)
- Spider-Man: The Jackal Files (1995)
- Spider-Man: Maximum Clonage Alpha (1995)
- Spider-Man: Maximum Clonage Omega (1995)
- Spider-Man: The Parker Years (1995)
- Spider-Man: Holiday Special 1995 (1995)
- Spider-Man: Legacy of Evil (1996)
- Spider-Man: The Osborn Journal (1997)
- Spider-Man: Dead Man's Hand (1997)
- Spider-Man/Kingpin: To the Death (1997)
- Spider-Man: The Venom Agenda (1998)
- Spider-Man: Made Men (1998)
- Untold Tales of Spider-Man: Strange Encounter (1998)
- Amazing Spider-Man: Murder by Spider (2000)
- Spider-Man vs. the Punisher (July 2000)
- Spider-Man/Marrow (2001)
- Sentry/Spider-Man (2001)
- Spider-Man: Sweet Charity (2002)
- Spider-Man/Daredevil (2002)
- Spider-Man: Family (2005)
- Web of Romance (2006)
- Spider-Man & Araňa Special: The Hunter Revealed (2006)
- Spider-Man Family: Amazing Friends (2006)
- Spider-Man Family: Spider-Clan (2006)
- Spider-Man: Black and Blue and Read All Over (2006)
- Stan Lee meets the Amazing Spider-Man (2006)
- Spider-Man & the Human Torch in...Bahía De Los Muertos! (2009)
- Spider-Man: Short Halloween (2009)
- Timestorm 2009-2099: Spider-Man (2009)
- Dark Reign: The List - Spider-Man (2010)
- Siege: Spider-Man (2010)
- Spider-Man: Origin of the Hunter (2010)
- The Many Loves of the Amazing Spider-Man (2010)
- Spider-Man: Back in Quack (2010)
- Shadowland: Spider-Man (2010)
- Spider-Man vs. Vampires (2010)
- The Amazing Spider-Man: Ends of the Earth (2012)
- Inhumanity: Superior Spider-Man (2014)
- The Amazing Spider-Man: Wakanda Forever (2018)
- Superior Octopus (2018)
- Marvel Tales: Spider-Man (2019)
- Spider-Man: Reptilian Rage (2019)
- Sensational Spider-Man: Self-Improvement (2019)
- Absolute Carnage: Symbiote Spider-Man (2019)
- Amazing Spider-Man: Going Big (2019)
- Amazing Spider-Man: Full Circle (2019)
- Red Goblin: Red Death (2019)
- Amazing Spider-Man: Sins Rising Prelude (2020)
- Amazing Spider-Man: The Sins of Norman Osborn (2020)
- King in Black: Spider-Man (2021)
- Spider-Man: Curse of the Man-Thing (2021)
- Giant-Size Amazing Spider-Man: King's Ransom (2021)
- The Death of Doctor Strange: Spider-Man (2021)

## Team-up
- Marvel Team-Up, serie che presenta storie dell'Uomo Ragno insieme ad altri eroi pubblicata dal 1972 al 1985 (prima serie) e dal 1997 al 1998 (seconda serie)
- Spider-Man Team-Up, serie pubblicata dal 1995 al 1997
- Avenging Spider-Man, serie che presenta storie dell'Uomo Ragno insieme ai membri dei Vendicatori pubblicata dal 2012 al 2013
- Superior Spider-Man Team-Up, serie pubblicata dal 2013 al 2014
- Spider-Verse Team-Up, serie che presenta dei team-up nell'ambito dell'evento Ragnoverso (2015)